# NGC 7539
NGC 7539 é uma galáxia lenticular (S0) localizada na direcção da constelação de Pegasus. Possui uma declinação de +23° 41' 05" e uma ascensão recta de 23 horas, 14 minutos e 29,4 segundos.
A galáxia NGC 7539 foi descoberta em 17 de Agosto de 1828 por John Herschel.